# Henry Noel Brailsford
H. N. Brailsford (* 25. Dezember 1873 in Yorkshire; † 23. März 1958 in London) war ein britischer Journalist.

## Leben und Tätigkeit
Brailsford war der Sohn eines methodistischen Predigers. Er besuchte die High School in Dundee. Die ursprünglich von ihm angestrebte akademische Laufbahn brach er ab, um stattdessen Journalist zu werden.
In den 1890er Jahren wurde Brailsford als Auslandskorrespondent des Manchester Guardian zu einer bekannten Persönlichkeit 1899 ließ er sich in London nieder, wo er in den folgenden Jahren für den Morning Leader und die Daily News schrieb. Als Anhänger der Wahlrechtsbewegung für Frauen quittierte Brailsford die Arbeit für die Daily News 1909 aus Protest gegen die Befürwortung der zwangsweisen Ernährung von hungerstreikenden Suffragetten durch diese Zeitung. Bereits 1907 hatte Brailsford sich an der Gründung der Men’s League for Women’s Suffrage, der Organisation männlicher Befürworter des Frauenwahlrechts beteiligt. Politisch war er seit demselben Jahr in der Independent Labour Party organisiert.
Parallel zu seiner journalistischen Tätigkeit veröffentlichte Brailsford eine große Zahl von Büchern.
Von 1913 bis 1914 war Brailsford neben Pawel Miljukow, Josef Redlich, Samuel Train Dutton und Justin Godart ein Mitglied der von der Carnegie-Stiftung für Internationalen Frieden finanzierten internationalen Kommission zur Untersuchung der damaligen Balkankriege, welche Südosteuropa besuchte. Der so genannte Carnegie-Bericht der Kommission wurde im Frühjahr 1914 veröffentlicht.
Anlässlich der Unterhauswahl des Jahres 1918 kandidierte Brailsford erfolglos für einen Sitz im britischen Parlament für die Labour Party. Stattdessen bereiste er während der Jahre 1919 und 1920 die unterlegenen Länder des gerade beendeten Weltkrieges. In zwei Büchern – Across the Blockade und After the Peace (1920) – schilderte er die verheerenden Lebensbedingungen in den besiegten Staaten, infolge der Einfuhrblockade durch die britische Marine auf dem europäischen Kontinent während der Kriegsjahre.
1920 und 1926 unternahm Brailsford Reisen in die Sowjetunion. Er veröffentlichte später zwei Bücher über seine Wahrnehmungen dort.
Von 1922 bis 1926 war Brailsford Herausgeber der Zeitung New Leader. Während der 1930er Jahre war er regulärer Beiträger der Zeitschriften Reynold’s News und New Statesman.
Brailsford war ein dezidierter Kritiker des faschistischen Italiens und des nationalsozialistischen Deutschlands. Zudem veröffentlichte er antikolonialistische, antimilitaristische und antimilitaristische Bücher wie Rebel India (1931) und Property or Peace? (1934).
Infolge seiner exponierten Gegnerschaft zum NS-Regime und seiner antimilitaristischen Gesinnung wurde Brailsford von den nationalsozialistischen Polizeiorganen als ein Staatsfeind des Deutschen Reiches eingestuft: Im Frühjahr 1940 setzte das Reichssicherheitshauptamt in Berlin ihn daher auf die Sonderfahndungsliste G.B., ein Verzeichnis von Personen, die im Falle einer erfolgreichen deutschen Invasion Großbritanniens durch die Sonderkommandos der SS-Einsatzgruppen mit besonderer Priorität ausfindig gemacht und verhaftet werden sollten.
Während der Kriegsjahre steuerte Brailsford eine wöchentliche Kolumne für die Reynold’s News bei.

## Ehe und Familie
In erster Ehe heiratete Brailsford 1898 die Frauenrechtsaktivistin Jane Esdon Malloch. Beide trennten sich schließlich ließen sich aber nicht scheiden. Sie starb 1937 nach vielen Jahren heftigen Alkoholkonsums.
1944 heiratete Brailsford in zweiter Ehe Evamaria Perlmann, die als Flüchtling aus Deutschland nach Großbritannien gekommen war.

## Schriften
- Broom of the War God: a novel, 1898.
- Some Irish Problems, 1903.
- Macedonia: Its Races and Their Future, 1906.
- Treatment of the Women's Deputations by the Police, 1911.
- The Fruits of our Russian Alliance 1912.
- Shelley, Godwin and their Circle, 1913.
- The War of Steel and Gold: A Study of the Armed Peace, 1914.
- The Origins of the Great War, 1914.
- Belgium and the scrap of Paper, 1915.
- A League of Nations, 1917.
- A Share In Your Motherland and other Articles, 1918.
- Covenant of Peace; an Essay on the League of Nations, 1919.
- The Russian Workers' Republic, 1921.
- After the Peace, 1922.
- The Pros and Cons of P.R. A Plea for Reconsideration, 1924.
- Socialism for To-Day, 1925.
- The Living Wage, 1926.
- Families and Incomes, 1926.
- How the Soviets Work, 1927.
- Olives of Endless Age: Being a Study of this distracted world and its need of unity, 1928.
- Scrap Battleships! 1930.
- Rebel India, 1931.
- If We Want Peace, 1932.
- Property or Peace?, 1934.
- Towards a New League, 1935.
- Voltaire, 1935.
- Spain's Challenge to Labour, 1936.
- Why Capitalism Means War, 1938.
- Democracy for India, 1939.
- America our Ally, 1940.
- From England to America: A Message, 1940.
- The Habsburgs-Never again!, 1943.
- Subject India, 1943.
- Our Settlement with Germany, 1944.
- Making Germany Pay?, 1944.
- Fabian Colonial Essays, 1945.
- The Life-Work of J. A. Hobson, 1948.
- Essays, Poems and Tales of Henry W. Nevinson, chosen from hisWworks, 1948.
- Mahatma Gandhi, 1948.
- The Levellers and the English Revolution, 1961